# Línia R12
La línia R12 (anteriorment Ca4b) va ser un servei de ferrocarril regional, entre l'Hospitalet de Llobregat i Lleida Pirineus —per la via de Manresa—, de Rodalies de Catalunya, de la Generalitat de Catalunya —i operada per Renfe Operadora—, que circulà a través de línies de ferrocarril de via d'ample ibèric d'Adif. El 15 de desembre de 2024, aquest servei va ser substituït per la línia RL4.

El servei transcorria totalment per la línia Barcelona-Manresa-Lleida-Saragossa fins a l'estació de Lleida Pirineus.

## Història
La història de la línia entre Barcelona i Lleida per Manresa (R12) s'estén al llarg de tres segles, ja que va ser una de les primeres línies de llarg recorregut de l'Estat espanyol. Els seus orígens es remunten a mitjan segle xix, quan la necessitat de connectar Catalunya amb la vall de l'Ebre i el País Basc va determinar la creació del ferrocarril de Barcelona a Saragossa.
La primera secció de la nova línia fou inaugurada el 1855, i enllaçava Montcada i Sabadell, ja que l'arribada a Barcelona es feia aprofitant la línia de Barcelona a Granollers. Molt aviat la línia va ser prolongada fins a Terrassa (1856), però les dificultats orogràfiques del pas sota Montserrat van endarrerir-ne l'arribada a Manresa fins al 1859. A partir d'aleshores, els treballs van progressar amb rapidesa i els primers trens van arribar a Lleida el 1860, i a Saragossa el 1861, on ja enllaçaria amb la línia de Pamplona.
La construcció de la línia va impulsar la industrialització de l'interior de Catalunya, sobretot les indústries tèxtils del Vallès i de la vall del Llobregat. El 1862 es va construir una connexió directa entre Montcada i Barcelona, on finalitzava a la coneguda Estació del Nord (que funcionà fins al 1972); val a dir, però, que a pocs metres del mateix emplaçament se situa soterrada l'estació actual Arc de Triomf de la mateixa línia. El nou ferrocarril va facilitar, així mateix, la construcció de ramals de via estreta, com el ferrocarril de Manresa a Berga (1885), el Cremallera de Monistrol a Montserrat (1892) i el ferrocarril de Mollerussa a Balaguer (1905).
Durant les primeres dècades del segle xx, el progressiu creixement del trànsit va fer que l'empresa explotadora, els Camins de Ferro del Nord d'Espanya, iniciés un ampli programa de modernització, que va incloure tant l'electrificació de la línia entre Barcelona i Manresa (1928) com la construcció d'un ramal subterrani fins a la plaça de Catalunya de Barcelona (1932). Després de la Guerra Civil, el traçat fou integrat dins la nova companyia estatal Renfe (1941), i durant molts anys fou la línia principal d'enllaç de Catalunya amb el centre i el nord de la península Ibèrica. De tota manera, la persistent manca d'inversions (el tram de Manresa a Lleida no va ser electrificat fins al 1981) va anar relegant el seu paper dins la xarxa ferroviària catalana. Els darrers anys s'ha iniciat un procés de modernització de la línia i de les instal·lacions, malgrat el dèficit d'inversions en infraestructures de l'Estat espanyol.
Arran de la inauguració de la línia d'alta velocitat entre Lleida i Barcelona, el servei regional de l'R12 va veure reduït el nombre d'usuaris dels 100.000 de 2012 a tan sols 40.000 l'any 2018. Aquest fet, combinat amb les baixes freqüències en el tram Lleida-Cervera, van fer que el Govern de la Generalitat plantegés, l'any 2020, la substitució de l'R12 per dues noves línies de rodalies, operades per Ferrocarrils de la Generalitat de Catalunya, que connectessin Lleida amb Cervera (RL3) i Lleida amb Manresa (RL4).
El 26 de gener de 2024, el Departament de Territori de la Generalitat de Catalunya anuncià l'inici del funcionament de la línia RL3 entre Lleida i Cervera i la incorporació de 4 noves expedicions per sentit entre ambdues ciutats a partir del 5 de febrer tot i que, finalment, el canvi s'implementà tres dies més tard del previst. Tanmateix, això no comportà el canvi de gestió tal com estava previst, en tractar-se d'una millora prèvia encarregada a Renfe.
El novembre de 2024 es va anunciar la creació imminent de la línia RL4 i la modificació del seu recorregut per tal d’ampliar-lo des de Manresa fins a Terrassa Estació del Nord. La nova línia, també operada per Renfe, va entrar en funcionament el 15 de desembre, moment en el qual també desaparegué la línia R12.
Es preveu que la implementació d'FGC com a operador del servei es faci efectiva amb l'arribada dels nous trens l'any 2025. Així mateix, també s'espera la posada en marxa d'una nova configuració amb parades facultatives (en aquelles que tinguin menys demanda) per tal de disminuir el temps total de viatge, tal com fa ja a la línia Lleida - la Pobla de Segur.

## Estacions
| Estació                                        | Municipi                  | Correspondències | Serveis                                                           |              |
| ---------------------------------------------- | ------------------------- | ---------------- | ----------------------------------------------------------------- | ------------ |
| L'Hospitalet de Llobregat                      | L'Hospitalet de Llobregat |                  | Servei d'autobús urbà                                             |              |
| Barcelona-Sants                                | Barcelona                 |                  | Aparcament · Ascensor · Estació d'autobús · Servei d'autobús urbà |              |
| Plaça de Catalunya                             | Barcelona                 |                  | Ascensor · Servei d'autobús urbà                                  |              |
| Arc de Triomf                                  | Barcelona                 |                  | Ascensor · Estació d'autobús · Servei d'autobús urbà              |              |
| La Sagrera - Meridiana                         | Barcelona                 |                  | Ascensor · Servei d'autobús urbà                                  |              |
| Fabra i Puig                                   | Barcelona                 |                  | Estació d'autobús · Servei d'autobús urbà                         |              |
| Torre Baró - Vallbona                          | Barcelona                 |                  | Ascensor · Servei d'autobús urbà                                  |              |
| Montcada Bifurcació                            | Montcada i Reixac         |                  | Servei d'autobús urbà                                             |              |
| Montcada i Reixac - Manresa                    | Montcada i Reixac         |                  | Servei d'autobús urbà                                             |              |
| Montcada i Reixac - Santa Maria                | Montcada i Reixac         |                  | Ascensor · Servei d'autobús urbà                                  |              |
| Cerdanyola del Vallès                          | Cerdanyola del Vallès     |                  | Aparcament · Ascensor · Estació d'autobús · Servei d'autobús urbà |              |
| Barberà del Vallès                             | Barberà del Vallès        |                  | Aparcament · Ascensor · Servei d'autobús urbà                     |              |
| Sabadell Sud                                   | Sabadell                  |                  | Aparcament · Ascensor · Servei d'autobús urbà                     |              |
| Sabadell Centre                                | Sabadell                  |                  | Estació d'autobús · Servei d'autobús urbà                         |              |
| Sabadell Nord                                  | Sabadell                  |                  | Ascensor · Servei d'autobús urbà                                  |              |
| Sabadell Can Llong                             | en projecte               | en projecte      |                                                                   |              |
| Castellarnau                                   | sense servei              | sense servei     | sense servei                                                      | sense servei |
| Torrebonica                                    | sense servei              | sense servei     | sense servei                                                      | sense servei |
| Terrassa Est                                   | Terrassa                  |                  | Aparcament · Ascensor · Servei d'autobús urbà                     |              |
| Terrassa                                       | Terrassa                  |                  | Ascensor · Servei d'autobús urbà                                  |              |
| Terrassa Can Boada                             | en projecte               | en projecte      |                                                                   |              |
| Sant Miquel de Gonteres                        | Viladecavalls             |                  | Aparcament · Servei d'autobús urbà                                |              |
| Viladecavalls                                  | Viladecavalls             |                  | Servei d'autobús urbà                                             |              |
| Olesa de Montserrat                            | sense servei              | sense servei     | sense servei                                                      | sense servei |
| Vacarisses-Torreblanca                         | Vacarisses                |                  |                                                                   |              |
| Vacarisses                                     | Vacarisses                |                  |                                                                   |              |
| Castellbell i el Vilar-Monistrol de Montserrat | Castellbell i el Vilar    |                  |                                                                   |              |
| Sant Vicenç de Castellet                       | Sant Vicenç de Castellet  |                  |                                                                   |              |
| Castellgalí                                    | sense servei              | sense servei     | sense servei                                                      | sense servei |
| Els Comtals                                    | sense servei              | sense servei     | sense servei                                                      | sense servei |
| Manresa                                        | Manresa                   |                  | Aparcament · Servei d'autobús urbà                                |              |
| Rajadell                                       | Rajadell                  |                  | Aparcament                                                        |              |
| Aguilar de Segarra                             | Aguilar de Segarra        |                  |                                                                   |              |
| Seguers - Sant Pere Sallavinera                | Sant Pere Sallavinera     |                  |                                                                   |              |
| Calaf                                          | Calaf                     |                  | Aparcament                                                        |              |
| Sant Martí Sesgueioles                         | Sant Martí Sesgueioles    |                  | Aparcament                                                        |              |
| Sant Guim de Freixenet                         | Sant Guim de Freixenet    |                  | Aparcament                                                        |              |
| Cervera                                        | Cervera                   |                  | Aparcament · Ascensor · Estació d'autobús                         |              |
| Tàrrega                                        | Tàrrega                   |                  | Aparcament · Servei d'autobús urbà                                |              |
| Anglesola                                      | Anglesola                 |                  | Aparcament                                                        |              |
| Bellpuig                                       | Bellpuig                  |                  | Aparcament                                                        |              |
| Castellnou de Seana                            | Castellnou de Seana       |                  | Aparcament                                                        |              |
| Golmés                                         | Golmés                    |                  | Aparcament                                                        |              |
| Mollerussa                                     | Mollerussa                |                  | Aparcament · Estació d'autobús                                    |              |
| Bell-lloc d'Urgell                             | Bell-lloc d'Urgell        |                  | Aparcament                                                        |              |
| Lleida Pirineus                                | Lleida                    |                  | Aparcament · Ascensor · Estació d'autobús · Servei d'autobús urbà |              |